# Ниаламид
Ниаламид (лат. Nialamidum) — лекарственное средство, антидепрессант из группы ингибиторов МАО. Белый или белый со слабым желтоватым оттенком мелкокристаллический порошок, мало растворим в воде, трудно — в спирте.
В России необратимые ингибиторы МАО, в том числе ниаламид, изъяты из оборота в связи с неблагоприятным соотношением риск-польза.

## Общая информация
Ниаламид является одним из антидепрессантов — ингибиторов МАО первого поколения.
Химически ниаламид близок ипрониазиду: оба являются производными гидразида изоникотиновой кислоты.
Ниаламид является неизбирательным и необратимым ингибитором МАО, но он несколько менее токсичен, чем ипрониазид. Несмотря на возможность возникновения побочных явлений при его применении, он сохранил своё значение как лекарственное средство. По имеющимся данным, ингибиторы МАО часто более эффективны, чем другие антидепрессанты (трициклические), при «атипичных» депрессиях.
Активность ниаламида при терапии атеросклероза использовалась при разработке продектина (pyridinolcarbamate). 

## Применение
Применяют ниаламид в психиатрической практике при депрессивных состояниях различных нозологических форм, сочетающихся с вялостью, заторможенностью, безынициативностью, в том числе при инволюционных, невротических и циклотимических депрессиях.
Назначают внутрь (после еды) в виде таблеток, начиная с 0,05—0,075 г (50—75 мг) в сутки, лучше в 2 приёма (утром и днем) во избежание нарушения ночного сна; при необходимости дозу постепенно увеличивают на 25—50 мг в сутки до 200—350 мг в день (в резистентных случаях иногда до 800 мг).
Терапевтический эффект при лечении ниаламидом проявляется обычно через 7—14 дней. Длительность курса лечения индивидуальна (от 1 до 6 мес). После наступления терапевтического эффекта дозу препарата постепенно уменьшают.
В неврологической практике ниаламид иногда назначают для лечения невралгии тройничного нерва и при других болевых синдромах.
Имеются указания, что ниаламид (0,025 г 2—3 раза в день) уменьшает частоту и интенсивность приступов стенокардии.
Опубликованы данные об эффективности ниаламида при комплексной терапии хронического алкоголизма. Применение препарата (от 50 по 200 мг в сутки) улучшало общее состояние и познавательные (когнитивные) функции.
Ниаламид относительно хорошо переносится. Могут наблюдаться диспепсические явления, понижение систолического давления, беспокойство, бессонница, головная боль, сухость во рту, задержка стула и другие побочные эффекты.
Не следует назначать ниаламид больным с ажитированными состояниями.
При назначении ниаламида необходимо, однако, учитывать возможность развития побочных явлений, связанных с ингибированием МАО. Так, после применения ниаламида (и одновременно с ним) нельзя назначать имипрамин и другие трициклические антидепрессанты, а также ингибиторы МАО; необходим 2—3-недельный перерыв.
Во избежание развития «сырного» (тираминового) синдрома во время лечения ниаламидом и другими ИМАО необходимо исключить из рациона пищевые продукты, содержащие тирамин и другие сосудосуживающие моноамины (фенилэтиламин и др.), в том числе сыр, сливки, кофе, пиво, вино, копчёности, а также некоторые лекарства — в частности, большинство обезболивающих препаратов, большинство противокашлевых препаратов, пероральные гипогликемические средства, леводопу.
Необходимо также избегать лекарств, взаимодействие которых с ИМАО способно приводить к серотониновому синдрому: антидепрессантов группы СИОЗС, циклических антидепрессантов (в том числе кломипрамина, имипрамина), венлафаксина, растительных антидепрессивных средств, содержащих зверобой, препаратов лития и др.
Не следует назначать ниаламид одновременно с резерпином (и раунатином), так как возможно резкое возбуждение.
Во избежание нарушения ночного сна не рекомендуется принимать ниаламид в вечерние часы.
Следует учитывать, что, подобно другим ингибиторам МАО, ниаламид потенцирует действие барбитуратов, анальгетиков, местных анестетиков, гипотензивных и других препаратов, поэтому комбинированное применение должно проводиться (при необходимости) с осторожностью.

## Противопоказания
Препарат противопоказан больным с нарушениями функции печени и почек, при декомпенсации сердечной деятельности, нарушениях мозгового кровообращения (в связи с возможностью появления ортостатической гипотензии).

## Хранение
Хранение: список Б. В сухом, прохладном, защищённом от света месте.